# 上海大世界

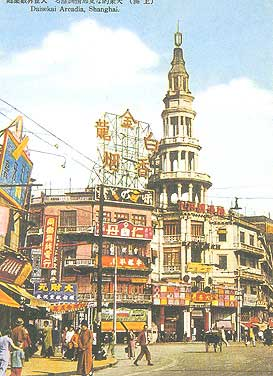
1930年代の大世界

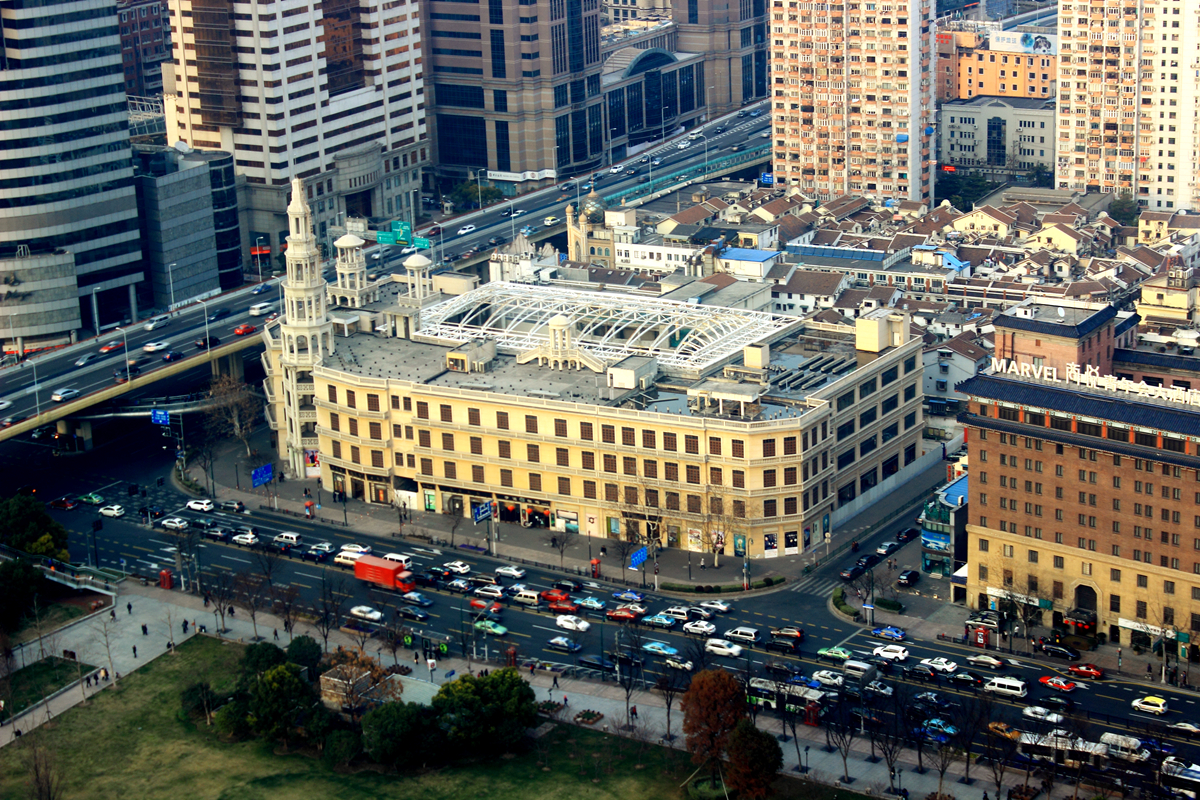
2014年の大世界

上海大世界（しゃんはいだいせかい）、上海語読みはダスカ（Da Syga）、は上海市有数の遊戯施設である。大世界は1917年にオープンし、上海最初の屋内ゲームセンターであり、長らく絶大の知名度を誇った。そのため、中国全国に類似の施設が生まれ、大世界は「極東一の遊戯施設」とまで呼ばれた。
現在の大世界は新しいエンターテインメントからの激しい競争に晒されているが、上海市の人気観光地として地位を守り続けている。その影響力があまりにも大きいため、近くのエリアまで「大世界」と呼ばれるようになり、上海軌道交通8号線、14号線の大世界駅も大世界にちなんで名付けられている。
大世界は2003年にSARS流行の影響を受けて一時閉鎖されたが、修復工事を経て、開業100周年の2017年3月に再オープンした。

## 歴史
大世界の創業者は黄楚九であり、1917年7月14日にオープンした。
ゲームセンター、パーラーゲーム、ミュージックホールショー、バラエティショー、伝統的な中国演劇など、様々なエンターテインメントを楽しめる施設として開業した。1928年、ヨーロッパバロック様式の影響を大きく受けた折衷主義建築が新築され、大世界が再オープンした。その四階建ての塔は上海の新しいランドマークにもなった。1931年、黄金栄が大世界を買収した。その後、様々な犯罪の巣窟として悪名高い場所でもあった。
1937年8月14日、大世界の近くに中国空軍による誤爆が起き、「ブラック・サタデー」と呼ばれる事件があった。当時、大世界が位置する上海共同租界に日本海軍の出雲が停泊していた。そして第二次上海事変の二日目でもあった。
激しい戦闘が行われていた華界と比べ、租界は相対的に安全な地域であり、中国人難民にも門戸を開いていた。中華民国空軍の爆撃機から2発の爆弾が誤って投下され、大世界の前で爆発し、約2,000人が死傷した。この誤爆は元々「出雲」を狙っていたという見方はあるが、西洋諸国を日中戦争に関与させるために故意に租界を爆撃した臆測もある。 
共産党が上海を占領した1949年以降、大世界は「人民遊楽場」に改名されていたが、1958年に名称を戻した。文化大革命中、大世界が閉鎖され、1974に「上海青年宮」に変わった。1981年1月25日、大世界が再開され、「大世界遊楽中心」と改名した。
大世界は2003年にSARS流行の影響を受けて一時閉鎖されたが、修復工事を経て、開業100周年の2017年3月に再オープンした。
大世界の大まかなレイアウトは1928年以降に変わっていない。提供する娯楽項目は常に更新されていたが、入口のマジックミラーなど、いまも変わっていない娯楽施設もある。